# SAA4
SAA4 (англ. Serum amyloid A4, constitutive) – білок, який кодується однойменним геном, розташованим у людей на короткому плечі 11-ї хромосоми.  Довжина поліпептидного ланцюга білка становить 130 амінокислот, а молекулярна маса — 14 747.
| 10         |  | 20         |  | 30         |  | 40         |  | 50         |
| ---------- |  | ---------- |  | ---------- |  | ---------- |  | ---------- |
| MRLFTGIVFC |  | SLVMGVTSES |  | WRSFFKEALQ |  | GVGDMGRAYW |  | DIMISNHQNS |
| NRYLYARGNY |  | DAAQRGPGGV |  | WAAKLISRSR |  | VYLQGLIDCY |  | LFGNSSTVLE |
| DSKSNEKAEE |  | WGRSGKDPDR |  | FRPDGLPKKY |  |            |  |            |

A: Аланін

C: Цистеїн

D: Аспарагінова кислота

E: Глутамінова кислота

F: Фенілаланін

G: Гліцин

H: Гістидин

I: Ізолейцин

K: Лізин

L: Лейцин

M: Метіонін

N: Аспарагін

P: Пролін

Q: Глутамін

R: Аргінін

S: Серин

T: Треонін

V: Валін

W: Триптофан

Задіяний у такому біологічному процесі як гостра фаза запалення. 
Секретований назовні.